# General Admiral (1875)
El General Admiral (en ruso: Генерал-Адмирал) fue un crucero construido para la Armada Imperial Rusa, considerado como el primer crucero acorazado del Imperio ruso.

## El buque y su época
A consecuencia de su escasa velocidad, el General Admiral, así como el buque gemelo de su clase, el Gerzog Edinburgski, no representaban amenaza alguna para la supremacía de los mares de la Armada Real Británica, porque tanto los ingleses como los franceses ya poseían navíos blindados más rápidos y poderosos. Sin embargo, el Reino Unido respondió a los rusos construyendo el HMS Shannon y dos navíos de la clase Nelson: El HMS Nelson y el HMS Northampton. El General Admiral fue construido bajo la supervisión del Teniente General del Almirantazgo Nikolaï Evlampievitch Kuteynikov (1845-1906)

## Historia operacional
En el decenio de 1860, el Vicealmirante Andreï Alexandrovitch Popov (1821-1892) tuvo la idea de crear un crucero blindado. El vicealmirante ruso y los arquitectos navales I.M. Dmitriev y N. Kuteynikovym desarrollaron el proyecto. En 1870, dos navíos fueron construidos: el General Admiral y el Alexander Nevski, más tarde Gerzog Edinburgski (Duque de Edimburgo).

### Carrera en la Armada Imperial Rusa
En 1892, el General Admiral fue equipado de nuevos motores. En 1909, este buque de guerra fue reconvertido en minador y tomó el nombre de Narova (Нарова). Durante los últimos años de su carrera dentro de la Armada Imperial Rusa, el buque fue utilizado como buque almacén.

### Carrera en la Armada Soviética
Tras la Revolución Rusa, el buque tomó el nombre de 25 de Octubre (25 Oktiabrya - 25 Октября). Fue retirado de los efectivos de la Armada Soviética en 1938. Fue dado de baja total en 1944, y fue desguazado en 1953.